# Albizia saponaria
Albizia saponaria là một loài thực vật có hoa trong họ Đậu. Loài này được (Lour.) Miq. miêu tả khoa học đầu tiên.